# ジェファーソン郡 (ケンタッキー州)
ジェファーソン郡（英: Jefferson County）は、アメリカ合衆国ケンタッキー州の郡。人口は78万2969人（2020年）で州内最大である。郡庁所在地はルイビル市で郡域の大半を占めている。行政上ルイビル市とジェファーソン郡は統合されている。
ジェファーソン郡はルイビル・エリザベスタウン・スコッツバーグ広域都市圏の中核である。都市圏はインディアナ州に及んでいる。

## 歴史
ジェファーソン郡は1780年に組織化され、当時バージニア州に属していたケンタッキー郡から創出された最初の3郡の1つだった。他の2郡はファイエット郡とリンカーン郡である。郡名は当時バージニア州知事であり、後にアメリカ合衆国大統領になったトーマス・ジェファーソンに因んで名付けられた。
現在のジェファーソン郡内でインディアンによる最後の大きな襲撃は1789年7月17日に起きたチェノウェス虐殺だった。
2003年、ジェファーソン郡政府は郡庁所在地であるルイビル市政府と合併し、「ルイビル・ジェファーソン郡メトロ政府」あるいは単純に「ルイビル・メトロ」と呼ぶ新しい政体を作った。この新しい政府は「ジェファーソン郡」という名前を外すのが一般的であり、ジェファーソン郡庁舎を「メトロ・ホール」に改名することまで行ってきた。
この合併以前、地方政府の長はジェファーソン郡長だった。この地位は現在も存在しているが、ほとんど権力は無い。現職はケン・ハーンドンである。地方政府は実質的にルイビル・メトロ市長グレッグ・フィッシャーが取り仕切っている。

## 地理
アメリカ合衆国国勢調査局に拠れば、郡域全面積は398.58平方マイル (1,032.3 km2)であり、このうち陸地385.09平方マイル (997.4 km2)、水域は13.49平方マイル (34.9 km2)で水域率は3.38%である。オハイオ川が北側郡境であり、同時にインディアナ州との州境になっている。
郡内最高地点はサウスパークヒルであり、標高は275メートル、郡南部にある。最低地点はオハイオ川に沿った標高117メートルの地点であり、ウェストポイントのすぐ北にある。

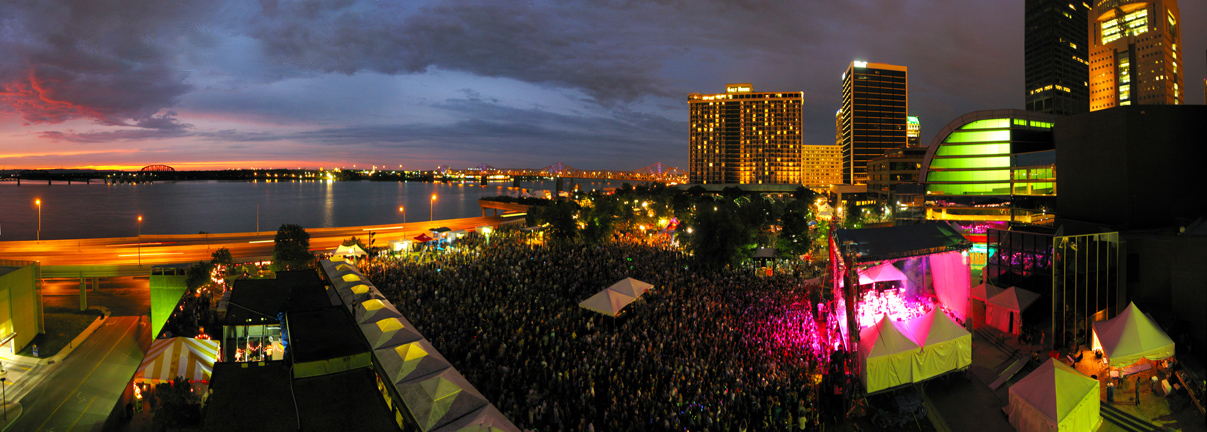
ルイビル市のフォアキャッスル祭り（2009年）

### 隣接する郡
- ブリット郡 - 南
- シェルビー郡 - 東
- オールダム郡 - 北東
- スペンサー郡 - 南東
- ハーディン郡 - 南西
- クラーク郡 (インディアナ州) - 北、オハイオ川の対岸
- ハリソン郡 (インディアナ州) - 西、オハイオ川の対岸
- フロイド郡 (インディアナ州) - 北西、オハイオ川の対岸

## 人口動態
以下は2000年国勢調査による人口統計データである。
| 基礎データ - 人口: 693,604人 - 世帯数: 287,012 世帯 - 家族数: 183,113 家族 - 人口密度: 695人/km2（1,801人/mi2） - 住居数: 305,835軒 - 住居密度: 307軒/km2（794軒/mi2） 人種別人口構成 - 白人: 77.38% - アフリカン・アメリカン: 18.88% - ネイティブ・アメリカン: 0.22% - アジア人: 1.39% - 太平洋諸島系: 0.04% - その他の人種: 0.68% - 混血: 1.42% - ヒスパニック・ラテン系: 1.78% 年齢別人口構成 - 18歳未満: 24.3% - 18-24歳: 8.9% - 25-44歳: 30.4% - 45-64歳: 22.8% - 65歳以上: 13.5% - 年齢の中央値: 37歳 - 性比（女性100人あたり男性の人口） - 総人口: 91.6 - 18歳以上: 87.6 | 世帯と家族（対世帯数） - 18歳未満の子供がいる: 29.6% - 結婚・同居している夫婦: 45.2% - 未婚・離婚・死別女性が世帯主: 14.7% - 非家族世帯: 36.2% - 単身世帯: 30.5% - 65歳以上の老人1人暮らし: 10.3% - 平均構成人数 - 世帯: 2.37人 - 家族: 2.97人 収入と家計 - 収入の中央値 - 世帯: 43,789米ドル（2005年） - 家族: 49,161米ドル - 性別 - 男性: 36,484米ドル - 女性: 26,255米ドル - 人口1人あたり収入: 22,352米ドル - 貧困線以下 - 対人口: 12.4% - 対家族数: 9.5% - 18歳未満: 18.1% - 65歳以上: 8.8% |

## 都市と町

ジェファーソン郡図

注: 2003年1月6日にルイビル・メトロが設立されて以降、下記リストの市民は新しい拡大メトロの住人になった。元のルイビル市は事実上、新しい市郡政府を吸収した形になっている。行政サービスはルイビル・メトロに引き継がれたが、法人化された都市はどれも解体されてはいない。
| - ルイビル - 郡庁所在地 - ジェファーソンタウン - セントマシューズ - シブリー - アンカレッジ - オーデュボンパーク - バンクロフト - バーバーミード - ビーチウッドビレッジ - ベルミード - ベルウッド - ブルーリッジマナー - ブライアーウッド - ブローフィールズ - ブロークポイント - ブラウンズボロファーム - ブラウンズボロビレッジ - ビューシェル † - ケンブリッジ - チェリーウッドビレッジ - コールドストリーム - クリークサイド - クロスゲイト - ダグラスヒルズ - ドルードヒルズ - フェアデール † - フェアミード - ファーンクリーク † - フィンキャッスル - フィッシャービル - フォレストヒルズ - グレンビューヒルズ - グレンビューマナー - グレンビュー | - グースクリーク - グレイムーア・デボンデール - グリーンスプリング - ヘリテージクリーク - ヒッコリーヒル - ハイビュー † - ヒルズアンドデールズ - ホロークリーク - ホリービラ - ヒューストンエーカーズ - ハーストボーンエーカーズ - ハーストボーン - インディアンヒルズ - キーンランド - キングスリー - ラングドンプレース - リンカーンシャー - リンドン - リンビュー - マナークリーク - メアリーヒルエステイツ - メドウベール - メドウブルックファーム - メドウビューエステイツ - ミドルタウン - モッキンバードバレー - ムーアランド - マレーヒル - ニューバーグ † - ノーボーンエステイツ - ノースフィールド - ノーウッド - オコロナ † - オールドブラウンズボロプレース | - パークウェイビレッジ - ペニル - プランテーション - プレジャーリッジパーク † - プリマスビレッジ - ポプラヒルズ - プロスペクト - リッチローン - リバーウッド - ローリングフィールズ - ローリングヒルズ - セネカガーデンズ - サウスパークビュー - スプリングミル - スプリングバレー - スプリングリー - セントデニス † - セントレジスパーク - ストラスムーアマナー - ストラスムーアビレッジ - シカモア - テンブローク - ソーンヒル - バレーステーション † - ワッターソンパーク - ウェリントン - ウェストビューシェル - ウェストウッド - ウィップスミルゲイト - ワイルドウッド - ウィンディヒルズ - ウッドランドヒルズ - ウッドローンパーク - ワージントンヒルズ |

† 元は国勢調査指定地域だったが、2003年にルイビル・メトロ市内の地区になった